# Thor Arise
Thor Arise fue la primera demo que grabó la banda sueca de death metal melódico Amon Amarth, en el año 1992, y que cuenta con cinco canciones. El álbum no llegó a ser publicado debido a que contaba con unos niveles de producción bajos. La canción «Sabbath Bloody Sabbath» es un cover de la canción «Black Sabbath». La canción «Thor Arise» fue regrabada como pista adicional del álbum The Avenger. La canción «Risen From the Sea» fue regrabada en el álbum The Crusher. El álbum al completo fue relanzando en la «Viking Edition» del álbum Versus the World.

## Lista de canciones
1. «Risen From the Sea» - 5:44
2. «Atrocious Humanity» - 5:55
3. «Army of Darkness» - 3:23
4. «Thor Arise» - 6:31
5. «Sabbath Bloody Sabbath» - 4:22

## Créditos
- Nico Kaukinen - tambores
- Olavi Mikkonen - guitarra
- Johan Hegg - voz
- Anders Hansson - guitarra
- Ted Lundström - bajo

- Datos: Q1767331